# دين بيرك
دين بيرك هو سياسي أمريكي، ولد في 7 سبتمبر 1957 في دونالسونفيل في الولايات المتحدة. نشط حزبياً في الحزب الجمهوري. وقد انتخب عضو مجلس ولاية جورجيا ‏.

## وصلات خارجية
- الموقع الرسمي